# Gozelo (Ardennengau)
Gozelo, auch Gotzelo (* um 914; † 19. Oktober 942), Graf im Ardennengau, war der Sohn des Pfalzgrafen Wigerich von Lothringen und der Kunigunde, Bruder des Bischofs Adalbero I. von Metz.
Er heiratete 930 Oda von Metz († 10. April 963), Tochter des Grafen Gerhard I. (Matfriede), eine Nichte König Heinrichs I.
Kinder von Gozelo und Oda sind:
- Reginar († 18. April 963)
- Heinrich († 6. September 1000)
- Gottfried der Gefangene (* 935/940, † 3. September nach 995) Graf von Verdun
- Adalbero (* um 935/940, † 23. Januar 989), Erzbischof von Reims 969–989